# Minský motorový závod

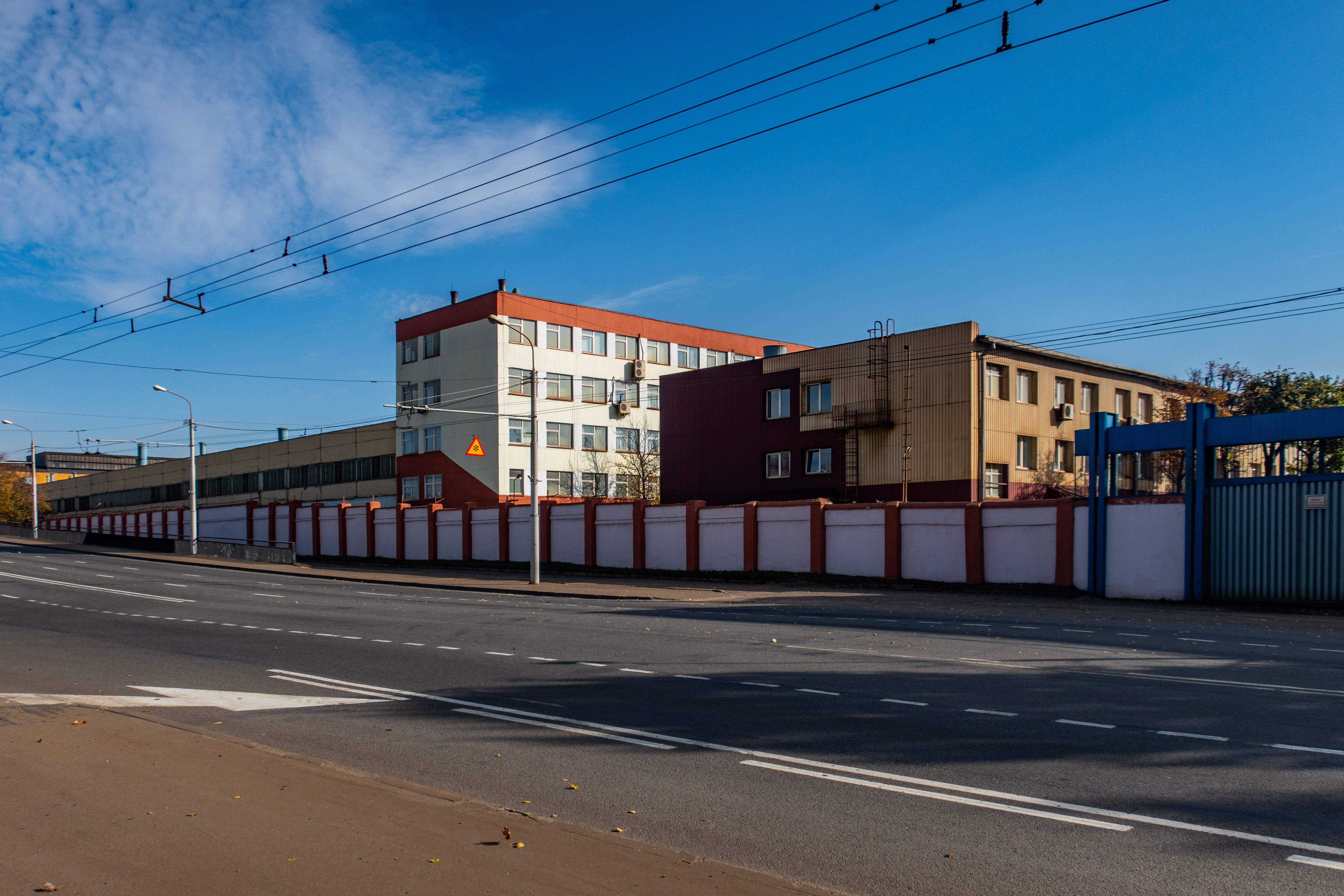

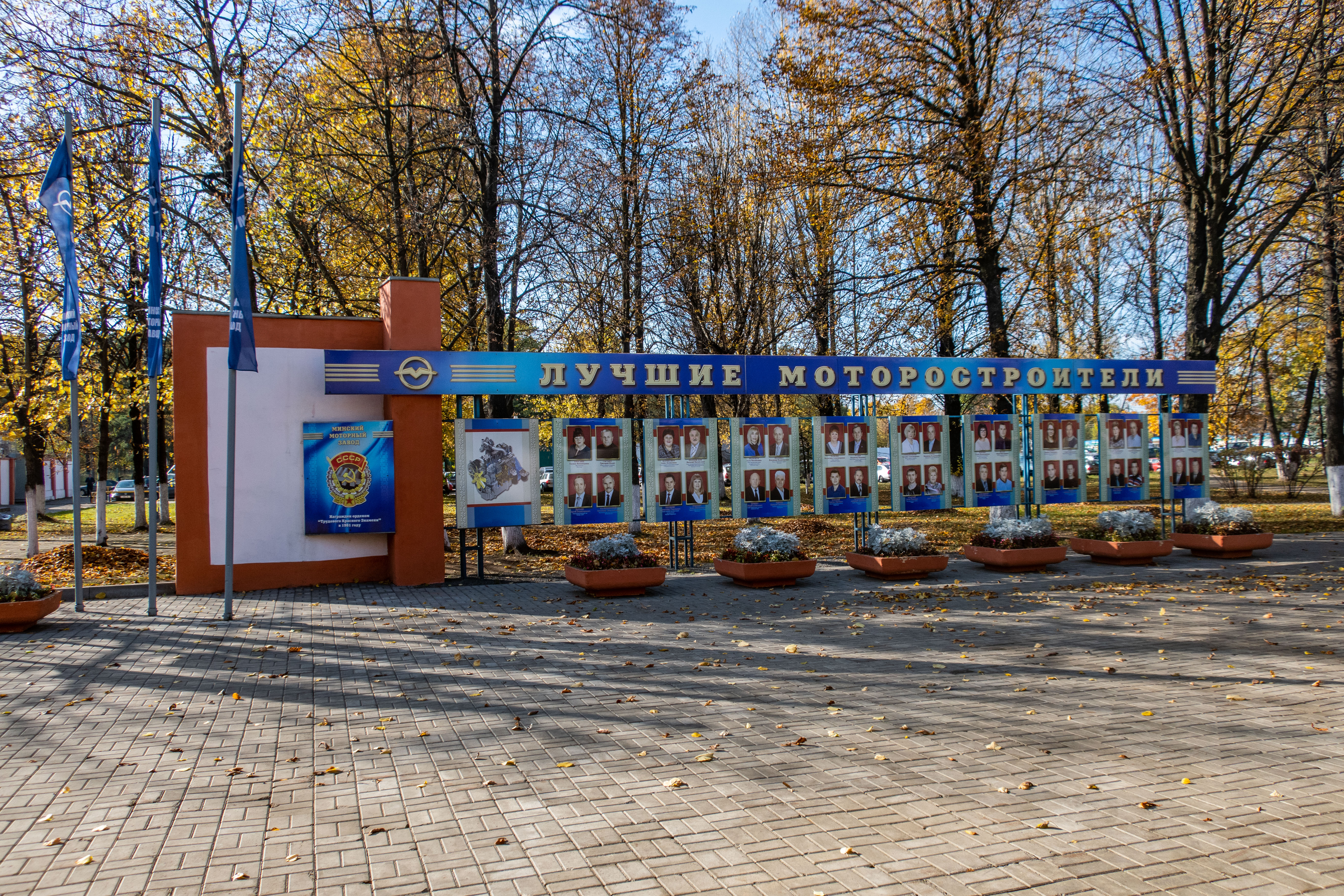

Minský motorový závod (bělorusky Мінскі маторны завод) je běloruský výrobce dieselových motorů.

## Struktura společnosti
- VS «Minský motorový závod» - nadřazený podnik
- «Gomelský závod spouštěcích motorů P. K. Ponomarenka»
- «Žitkovičskij závod výroby motorů»
- «Radiovolna»
- Pobočka «MMZ» ve městě Stolbcy (Bělorusko)

## Historie
26. května 1960 bylo vydáno ustanovení ÚV KSSS a Rady Ministrů SSSR č. 563 „O zahájení stavby motorového závodu ve městě Minsk pro výrobu dieselových motorů“. První produkcí podniku byly čtyřválcové motory D 50, prototypy byly smontovány v říjnu 1962 a sériová výroba začala v roce 1963.
V roce 1983 na bázi Minského motorového závodu byla založena výrobní společnost Minský Motorový Závod. V roce 2008 bylo MMZ přejmenováno na Otevřenou akciovou společnost Minský Motorový Závod.

## Výroba
V podniku je zavedena sériová výroba motorů o výkonu od 60 do 350 ks pro automobily, traktory a kombajny splňující emisní normy EURO-3. Na začátku roku 2008 začalo testování nového motoru splňující emisní normu EURO-4, jeho sériová výroba byla v plánu od roku 2009.
Podnik exportuje výrobky do Ruska, Moldávie, Uzbekistánu a na Ukrajinu. Přitom hlavním odběratelem jsou běloruské a ruské továrny na výrobu automobilů (MTP, MAZ, Amkodor, GAZ, ZIL, PAZ a další).
V roce 2007 podnik vyrobil 132 780 motorů (o 24,8 % více, než v roce 2006), z nich na export dodáno 64 159 (o 31,2 % více, než v roce 2006).
Za rok 2008 na export bylo odesláno 50 851 motorů. Celkem na prodej odesláno téměř 124 tisíc motorů - o 6,7 % méně, než v roce 2007. Tržba za výrobky za rok 2008 byla 953,9 miliard rublů.
Kromě toho podnik vyrábí zboží pro obyvatele jako jsou např.: lapač na krtky, hliníková umyvadla, vrtáky do ledu, benzínové vrtačky do ledu, kleště pro uchopení pánve v libovolném míst, pánve a další.

## Ocenění
Podnik byl několikrát oceněn vyznamenáním
- Mezinárodní cena «Zlatý Merkur» za rozvití výroby a mezinárodní spolupráci (v roce 1980)
- Řád Rudého Praporu za vysoké ukazatele v rozvití výroby a výroby spolehlivých a kvalitních výrobků (v roce 1981)
- Čestné uznání Nejvyšší Rady BSSR
- Pamětní Rudý Prapor ÚV KSB
- Prezidium Nejvyšší Rady BSSR (Belsovprofa) Běloruské republikové odborové rady
- Diplomy státní normy
- Diplom Celosvazové Centrální Rady Odborových Svazů
- První cena v soutěži za nejlepší organizaci ideologické práce v pracovním kolektivu hlavního města za rok 2006 v nominaci «Průmysl: s počtem více než 1000 pracujících» se stal Minský motorový závod
- a další